# Дауни, Элисон
Элисон Дауни (англ. Alison Downie; род. 17 июля 1984 года, Мельбурн, штат Виктория, Австралия) — австралийская профессиональная баскетболистка, которая выступала в женской национальной баскетбольной лиге (ЖНБЛ). Играла в амплуа атакующего защитника и лёгкого форварда. Трёхкратная чемпионка женской НБЛ (2004, 2005, 2012). Лучший новичок женской НБЛ совместно с Камалой Ламшед (2002).
После завершения карьеры в ЖНБЛ стала футболисткой. В настоящее время выступает в Австралийской футбольной лиге за команду «Карлтон».

## Ранние годы
Элисон Дауни родилась 17 июля 1984 года в городе Мельбурн (штат Виктория), у неё есть сестра, Сара.